# Sultanato di Bulungan
Il Sultanato di Bulungan fu uno stato principe dell'Indonesia situato nell'odierna Reggenza di Bulungan nel Kalimantan Settentrionale, a est dell'isola di Borneo, con un territorio esteso alle coste orientali del Kalimantan Settentrionale e a Tawau, in Malaysia.

## Storia

### Fondazione
Il Sultanato fu fondato dagli Uma Apan, un gruppo Kayan originario dall'entroterra di Apo Kayan (Altopiano Kayan) prima di insediarsi vicino alla costa nel XVII secolo. Intorno al 1650, una principessa appartenente a tale gruppo sposò un uomo del Brunei, con un matrimonio che fondò una dinastia induista nella regione dell'odierna Tanjung Selor. Intorno al 1750, tale dinastia si convertì all'Islam, e i suoi sovrani presero il titolo di Sultano e furono riconosciuti come vassalli del Sultano di Berau, che a sua volta si riconosceva vassallo del regno di Kutai.
Nel 1850, gli olandesi, che avevano conquistato il Berau nel 1834 e imposto la loro sovranità su Kutai nel 1848, firmarono con Bulungan un Politiek Contract, nella quale gli olandesi sarebbero intervenuti nella regione per combattere la pirateria e il traffico di schiavi.

### Interventi stranieri
Nel 1881, fu fondata la North Borneo Chartered Company, mettendo così il Borneo del nord sotto giurisdizione inglese, nonostante le iniziali obiezioni degli olandesi. Il sultanato fu infine incorporato nell'impero coloniale delle Indie Orientali Olandesi negli anni '80, e gli olandesi installarono una postazione governativa a Tanjung Selor nel 1893. Nel XX secolo, come molti altri stati principi dell'arcipelago, il sultano fu costretto a firmare un Korte verklaring, un "breve accordo" nel quale vendette gran parte dei suoi poteri e delle sue terre.
Eventualmente, gli olandesi riconobbero i confini tra le due giurisdizioni nel 1915. Il sultanato ricevette lo status di Zelfbestuur ("auto-amministrazione") nel 1928, di nuovo come molti altri stati principi nelle Indie orientali.
La scoperta del petrolio da parte della BPM (Bataafse Petroleum Maatschappij) nelle isole Bunyu e Tarakan diede grande importanza a Bulungan per gli olandesi, che resero Tarakan la regione capo della provincia.

### Dopo l'indipendenza indonesiana
Dopo che il Regno d'Olanda riconobbe l'indipendenza dell'Indonesia, il territorio ricevette lo status di Bulungan come Wilayah swapraja, o "territorio autonomo", nel 1950, prima di ricevere quello di Wilayah istimewa, o "territorio speciale", nel 1955. L'ultimo sultano, Jalaluddin, morì nel 1958, e dopo di lui il sultanato fu abolito l'anno seguente e il territorio divenne solo un kabupaten, o "dipartimento".
All'alba di venerdì 3 luglio 1964, un esercito di 517 soldati Brawijaya, guidati Tahi Bonar Simatupang, sotto gli ordini del Brigadiere Generale Suhario, invasero rapidamente il palazzo Bulungan, rapendone gli insedianti aristocratici e dando fuoco a buona parte del palazzo, in un incendio che durò per ben due giorni e due notti, e l'attacco terroristico persistette fino al 24 luglio. I rapitori vennero ben presto tutti uccisi; in particolare, si dice che uno di loro, Raja Muda Datu Mukemat, fosse portato in mare tra le isole di Tarakan e Bunyu, dove fu legato a delle pietre, ucciso a colpi di proiettile e gettato in mare.

## Lista dei sovrani

### Era induista
- Datuk Mencang (allora nobile del Brunei), sposatosi con Asung Luwan(1555-1594)
- Singa Laut, Menantu dari Datuk Mencang (1594-1618)
- Wira Kelana, principe Singa Laut (1618-1640)
- Wira Keranda, principe Wira Kelana (1640-1695)
- Wira Digendung, figlio di Wira Keranda (1695-1731)
- Wira Amir, sotto sovranità del Sultano Amiril Mukminin (1731-1777)

### Era islamica (Sultani)
- Aji Muhammad/Sultano Alimuddin, fu Muhammad Zainul Abidin/Sultan Amiril Mukminin/Wira Amir (1777-1817)
- Muhammad Alimuddin Amirul Muminin Kahharuddin I, fu Sultano Alimuddin (primo regno, 1817-1861)
- Muhammad Jalaluddin, fu Muhammad Alimuddin (1861-1866)
- Muhammad Alimuddin Amirul Muminin Kahharuddin I, fu Sultano Alimuddin (secondo regno, 1866-1873)
- Muhammad Khalifatul Adil, fu Maoelanna (1873-1875)
- Muhammad Kahharuddin II, fu Maharaja Lela (1875-1889)
- Sultano Azimuddin, fu Sultano Amiril Kaharuddin (1889-1899)
- Pengian Kesuma (1899-1901). moglie del Sultano Azimuddin
- Sultano Kasimuddin
- Datu Mansyur (1925-1930), Vice sultano
- Maulana Ahmad Sulaimanuddin (1930-1931) sposatosi con Tengku Lailan Syafinah, e divenuto Tuanku Sultan Abdul Aziz Abdul Jalil Rakhmat Shah (Sultano Langkat)[1]
- Maulana Muhammad Jalaluddin (1931-1958)

## Galleria d'immagini

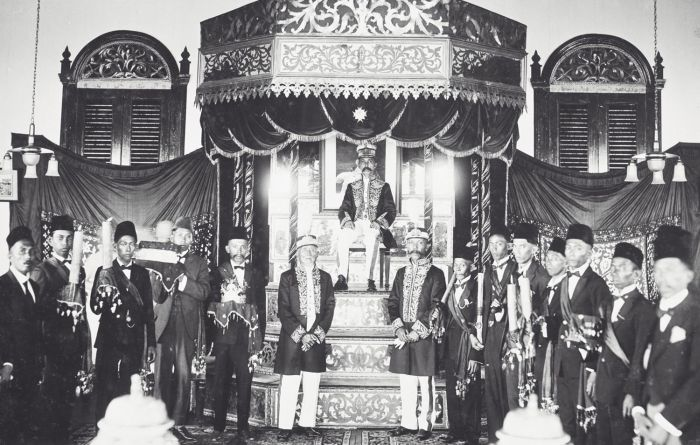
La classe regnante del sultanato di Bulungan (fotografia c. 1925-1935)
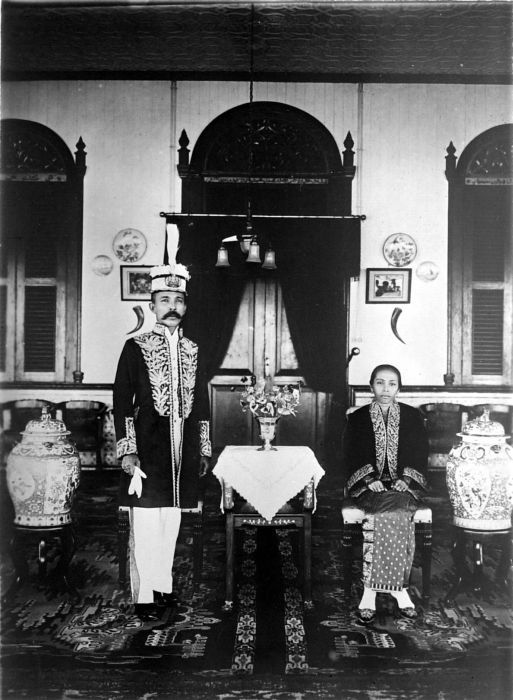
Abdul Jalil di Bulungan e la sua Regina consorte (1940)